# Another Saturday Night
Another Saturday Night – album koncertowy Elvisa Presleya, składający się głównie z utworów nagranych 7 czerwca 1975 w Shreveport w Luizjanie. 3 pierwsze utwory nagrano 10 czerwca 1975 w Memphis. Są też bonusy z 2 czerwca (1 utwór) i 3 czerwca (2 utwory) 1975 r. Elvis miał na sobie Indian Feather suit. Album został wydany w 2012 roku.

## Lista utworów
1. „2001 Theme”
2. „See See Rider”
3. „I Got a Woman – Amen”
4. „Love Me”
5. „If You Love Me”
6. „Love Me Tender”
7. „All Shook Up”
8. „Teddy Bear – Don’t Be Cruel”
9. „Hound Dog”
10. „The Wonder of You”
11. „Burning Love”
12. „Band Introductions – School Days”
13. „T-R-O-U-B-L-E”
14. „Why Me Lord”
15. „How Great Thou Art”
16. „Let Me Be There”
17. „An American Trilogy”
18. „Funny How Time Slips Away”
19. „Little Darlin'”
20. „Mystery Train - Tiger Man”
21. „Can’t Help Falling in Love”

## Bonusy
I’ll Remember You 
Hawaiian Wedding Song / Bridge Over Troubled Water